# Tropic (Utah)
Pour les articles homonymes, voir Tropic.
Tropic est une localité située dans le comté de Garfield, dans l’Utah, aux États-Unis. Sa population s'élève à 530 habitants lors du recensement de 2010, estimée à 519 habitants en 2017.
Les premiers occupants ont appelé l’endroit ainsi car le climat y était plus doux qu’à Panguitch, le siège du comté, d’où ils venaient.

## Démographie
| Groupe            | Tropic | Utah | États-Unis |
| ----------------- | ------ | ---- | ---------- |
| Blancs            | 95,9   | 86,1 | 72,4       |
| Amérindiens       | 1,3    | 1,2  | 0,9        |
| Autres            | 1,3    | 2,7  | 2,9        |
| Métis             | 0,6    | 6,0  | 6,4        |
| Océaniens         | 0,6    | 0,9  | 0,2        |
| Afro-Américains   | 0,2    | 1,1  | 12,6       |
| Asiatiques        | 0,2    | 2,0  | 4,8        |
| Total             | 100    | 100  | 100        |
|                   |        |      |            |
| Latino-Américains | 3,0    | 13,0 | 16,7       |

Selon l'American Community Survey pour la période 2010-2014, 92,42 % de la population âgée de plus de 5 ans déclare parler l'anglais à la maison, 4,28 % déclare parler l'espagnol et 3,29 % une autre langue.

## Personnalité liée
- Ebenezer Bryce (1830-1913), pionnier mormon.